# Ordinariato Militar do Chile
O Ordinariato Militar do Chile (em castelhano:  Obispado Castrense de Chile) é um Ordinariato Militar da Igreja Católica para o Chile. Atualmente é regido pelo bispo Dom Pedro Mario Ossandón Buljevic.

## História
O Ordinariato Militar do Chile foi criada em 3 de maio de 1910 pelo Papa Pio X, sendo ligado diretamente a Santa Sé.

## Lista de líderes
A seguir uma lista de líderes desde a criação do Ordinariato Militar em 1910.
|                      | Nome                                     | Período              | Notas                                           |
| Ordinários militares | Ordinários militares                     | Ordinários militares | Ordinários militares                            |
| -------------------- | ---------------------------------------- | -------------------- | ----------------------------------------------- |
| 6º                   | Pedro Mario Ossandón Buljevic            | 2021-presente        |                                                 |
| 5º                   | Santiago Jaime Silva Retamales           | 2015-2021            | Nomeado bispo de Valdivia                       |
| 4º                   | Juan de la Cruz Barros Madrid            | 2004-2015            | Nomeado bispo de Osorno                         |
| 3º                   | Pablo Lizama Riquelme                    | 1999-2004            | Nomeado como arcebispo coadjutor de Antofagasta |
| 2º                   | Gonzalo Duarte García de Cortázar, SS.CC | 1995-1999            | Renunciou                                       |
| 1º                   | José Joaquín Matte Varas                 | 1986-1995            | Renunciou                                       |
| Vigários militares   |                                          |                      |                                                 |
| 7º                   | José Joaquín Matte Varas                 | 1983-1986            | Tornou-se militar ordinário em 1986             |
| 6º                   | Francisco Xavier Gillmore Stock          | 1959-1983            | Aposentado                                      |
| 5º                   | Teodoro Eugenín Barrientos, SS.CC        | 1942-1959            | Aposentado                                      |
| 4º                   | Julio Tadeo Ramírez Ortiz                | 1941-1942            | Faleceu                                         |
| 3º                   | Carlos Labbé Márquez                     | 1941                 | Faleceu                                         |
| 2º                   | José Luis Fermandois Cabrera             | 1938-1941            | Faleceu                                         |
| 1º                   | Rafael Edwards Salas                     | 1910-1938            | Faleceu                                         |